# Ibsen de Castro
Ibsen Henrique de Castro (Morrinhos, 17 de janeiro de 1938 — Goiânia, 30 de dezembro de 2020) foi um economista, servidor público e político brasileiro atuante em Goiás.

## Dados biográficos
Filho de Ibsen Caiado de Castro e Maria Veiga de Castro. Formado em Economia pela Pontifícia Universidade Católica de Goiás tendo feito um curso de planejamento e orçamento pela Universidade Federal de Goiás, foi fiscal de rendas do estado e também diretor de fiscalização da Receita Tributária da Secretaria de Fazenda, além de dirigir a Rádio Brasil Central em Goiânia e ocupar a chefia de gabinete do Consórcio de Empresas de Radiodifusão e Notícias do Estado. Graças aos laços de parentesco com a família Caiado foi secretário de Fazenda no governo Leonino Caiado até 1974 quando foi eleito deputado estadual pela ARENA.
Presidente da Assembleia Legislativa de Goiás para o biênio 1977/1979, foi reeleito deputado estadual em 1978, mas afastou-se e assumiu o cargo de secretário de Fazenda no governo Ary Valadão. Eleito deputado federal pelo PDS em 1982, ausentou-se na votação da Emenda Dante de Oliveira em 1984 e no ano seguinte votou em Paulo Maluf no Colégio Eleitoral.
Após algum tempo longe da política foi eleito deputado estadual pelo PPR em 1994 migrando depois para o PMDB. Não reeleito no pleito seguinte, foi derrotado na eleição para prefeito de Jussara em 2004.

## Morte
Morreu em Goiânia em 30 de dezembro de 2020, aos 82 anos, de COVID-19.